# 와까야마조선초중급학교
와까야마조선초중급학교(일본어: 和歌山朝鮮初中級学校 와카야마 조선 초중급학교[*])는 일본 와카야마시에 위치한 조선학교이다.

## 연혁
- 1958년 - 와까야마조선초급학교 설립
- 1961년 - 중급부를 설치 후 와까야마조선초급학교로 변경

## 학과
- 초급부
- 중급부